# Да живееш живота си
Да живееш живота си (на френски: Vivre sa vie) е френска драма от 1962 година на режисьора Жан-Люк Годар по негов сценарий.

## Сюжет
В началото на 20-те години на XX век красивата парижанка Нана (Анна Карина) оставя съпруга и детето си, като се надява да стане актриса. Останала без пари, а и неуспяла да успее в актьорството, тя избира да печели по-добри пари като проститутка. Скоро вече има сводник, Раул, който след известно време иска да продаде Нана на друг сводник. По време на размяната Нана е убита в престрелка. Краткият живот на Нана се разказва в 12 кратки епизода, всеки от които е предхождан от писмено заглавие.

## В ролите
| Изпълнител       | Роля                  |
| ---------------- | --------------------- |
| Ана Карина       | Нана Клайнфранкенхайм |
| Сади Ребо        | Раул                  |
| Андре Лабарт     | Пол                   |
| Гилен Шлумбергер | Ивен                  |
| Жерар Хофман     | босът                 |
| Моник Месен      | Елизабет              |
| Пол Павел        | журналистът           |
| Димитри Динеф    | младежът              |
| Петер Касовиц    | Младият мъж           |
| Ерик Шлумбергер  | Луиджи                |
| Брис Парен       | философът             |
| Анри Атал        | Артюр                 |
| Жил Кеан         | мъжът                 |
| Одил Жофроа      | келнерката            |
| Марсел Шартон    | полицаят              |